# Булахівка (Павлоградський район)
Бу́лахі́вка (в минулому — Дмитрівка) — село в Україні, у Павлоградському районі Дніпропетровської області. Входить до складу Межиріцької сільської громади. До 2017 року було центром сільської ради. Розташоване в межиріччі Вовчої і Самари. Населення за переписом 2001 року становить 3 880 осіб.
Після початку в Україні з 2014 р. децентралізації — передача повноважень та фінансів від державної влади якнайближче до людей — органам місцевого самоврядування, Булахівка ввійшла до Межиріцької сільської об'єднаної територіальної громади, утвореної 21 квітня 2017 року. До об'єднаної громади увійшли Булахівська, Карабинівська та Межиріцька сільські ради Павлоградського району з адміністративним центром в селі Межиріч.
Наступним кроком децентралізації стало утворення старостинських округів. Відповідно до Законів України («Про місцеве самоврядування в Україні» та ін), з метою забезпечення представництва інтересів жителів населених пунктів, що входять до об'єднаної територіальної громади, були утворені старостинські округи, в т ч Булахівський (що включає в себе село Червона Долина). В 2020 році були проведені вибори до Булахівського старостинського округу.

## Географія
Село Булахівка розташоване на правому березі річки Березнегувата, яка через 2 км впадає в річку Вовча, вище за течією на відстані 3 км розташоване село Карабинівка. Річка в цьому місці звивиста, утворює лимани, стариці і заболочені озера, у тому числі озера Лиман і Довге. Поруч проходять автомобільна дорога М04 (E50) і залізниця, станція Межеричі за 5 км.

## Історія
Територія, на якій розміщена нинішня Булахівка, була заселена ще в II тисячолітті до н. е. Про це свідчать кургани катакомбної культури епохи бронзи, досліджені тут в 1924 році академіком Д. І. Яворницьким. В курганах знайдено глиняний посуд, прикрашений шнуровим орнаментом, сокири, бронзові прикраси.
Природні багатства краю (наявність в річках риби, у лісах — бджіл, дичини, будівельного матеріалу) з давніх-давен привертали сюди людей. У XVI—XVIII ст. ці землі входили до складу Запорізької Січі. Виникнення населеного пункту пов'язане із заснуванням в 1776 році на річці Самарі військової слободи Дмитрівка, де була розміщена частина воїнів Луганського полку. Але оскільки під час повені територію слободи заливало, її перенесли на берег річки Вовчої. Однак і це місце виявилося невдалим. Довелося в третій раз переселятися — туди, де зараз розташоване село. Слободу перейменували в Новодмитрівка. Росла вона досить швидко. Цьому сприяв водний шлях від Дніпра до Азовського моря по річках Вовчій, Самарі і Міус.
Саме заселення цієї території в XVI столітті пов'язано з посиленням феодального гніту в Україні і появою козацтва.
Більшість населення Булахівка жило в будинках, критих соломою і очеретом. У селі були кілька млинів, олійниця і кузня.

### УРосійській імперії
У 1860 році в Булахівці (так вона була названа поміщиком Булаховим) проживало 1558 чоловік.
Згодом тут була заснована слобода Дмитрівка. Вже у 1782 році тут налічувалося 453 жителя.
Станом на 1886 рік у селі, центрі Дмитрівської другої волості Павлоградського повіту Катеринославської губернії, мешкало 2037 осіб, налічувалось 345 дворів, існували православна церква, школа, лавка, винний склад.
За 2 версти — винокурний завод.
В 1897 році тут мешкало 2541 чловік (до речі навіть більше ніж тепер). Здебільшого це були малоземельні та безземельні селяни. Булахівська біднота не мирилась зі своїм тяжким становищем. Вона брала участь у селянських повстаннях, що відбувалися у повіті наприкінці XIX і на початку XX століття. Під час одного з таких повстань у 1896 році група селян на чолі з братами Задуріними убила поміщика Куницького. Братам пощастило втекти. Налякані цим виступом спадкоємці Куницького в 1897 році назавжди залишили Булахівку, продавши землю поміщику Мизку, який частину земель залишив за собою. а іншу — продав, програв у карти німецьким колоністам. На околицях Булахівки вони заснували декілька колоній: Магрове, Даргіль, Береснювата, Водяна, у яких батракували малоземельні і безземельні селяни.
Медичне обслуговування в Булахівці проводив один фельдшер. Тут діяли церковно-приходська школа і два земських однокласних училища, але займатися в них мали можливість лише діти із заможних сімей. За даними на 1913 рік, тільки 15 % населення села вміли читати і писати. На всю Булахівку виписувалися чотири газети.

### Становлення радянської окупації
Вже у травні 1917 року біднота села вирішила відібрати для громадських потреб сінокоси і випаси поміщика Мизка.
У часи Визвольних змагань село переходило від одної влади до іншої. Радянська окупація остаточно утворилася на селі тільки на початку 20-х років. У 1929 році на території села було створено два колгоспи. А вже у 1932 році на селі була повністю завершена колективізація.

### Друга світова війна
У жовтні 1941 року село окупували гітлерівці. Окупанти спалили 283 будинки селян. З 15 жовтня по 15 грудня 1941 року партизани завдяки підтримці селян успішно провели декілька бойових операцій. 19 вересня 1943 року Червона армія визволила Булахівку. За часи війни в селі загинуло понад 300 чоловік.
На фронтах Великої Вітчизняної війни в боях з ворогом відзначилися булахівчани: Герої Радянського Союзу Дитюк К. К. і Косяк І. Р.
Дитюк К. К. удостоєний цього звання за подвиг, здійснений в боях при звільненні Латвії. В районі станції Ергли батальйон, яким командував майор Дитюк К. К., 21-22 серпня 1944 року вів запеклі бої проти переважаючих сил ворога, який кинув в бій танки, самохідні гармати і артилерію. Противник, залишивши на полі бою до 850 солдатів і офіцерів, багато техніки, успіху не добився. 16 днів батальйон діяв у ворожому тилу, а в ніч з 6 на 7 вересня воїни пробилися через вороже кільце і з'єдналися з частинами Червоної Армії.
У 1943 році батальйон, у якому служив Косяк І. Р., отримав наказ форсувати Дніпро, зайняти плацдарм на правому березі і тримати його до приходу основних сил. Укріплена група батальйону в числі перших форсувала Дніпро і, захопивши два ворожих кулемета, відкрила вогонь по противнику. Хоробро бився штурмовий батальйон, який відбив кілька контратак. Тим часом інший підрозділ радянських військ форсував Дніпро на іншій ділянці.
В Булахівці є меморіал, присвячений воїнам, загиблим у Великій Вітчизняній війні.

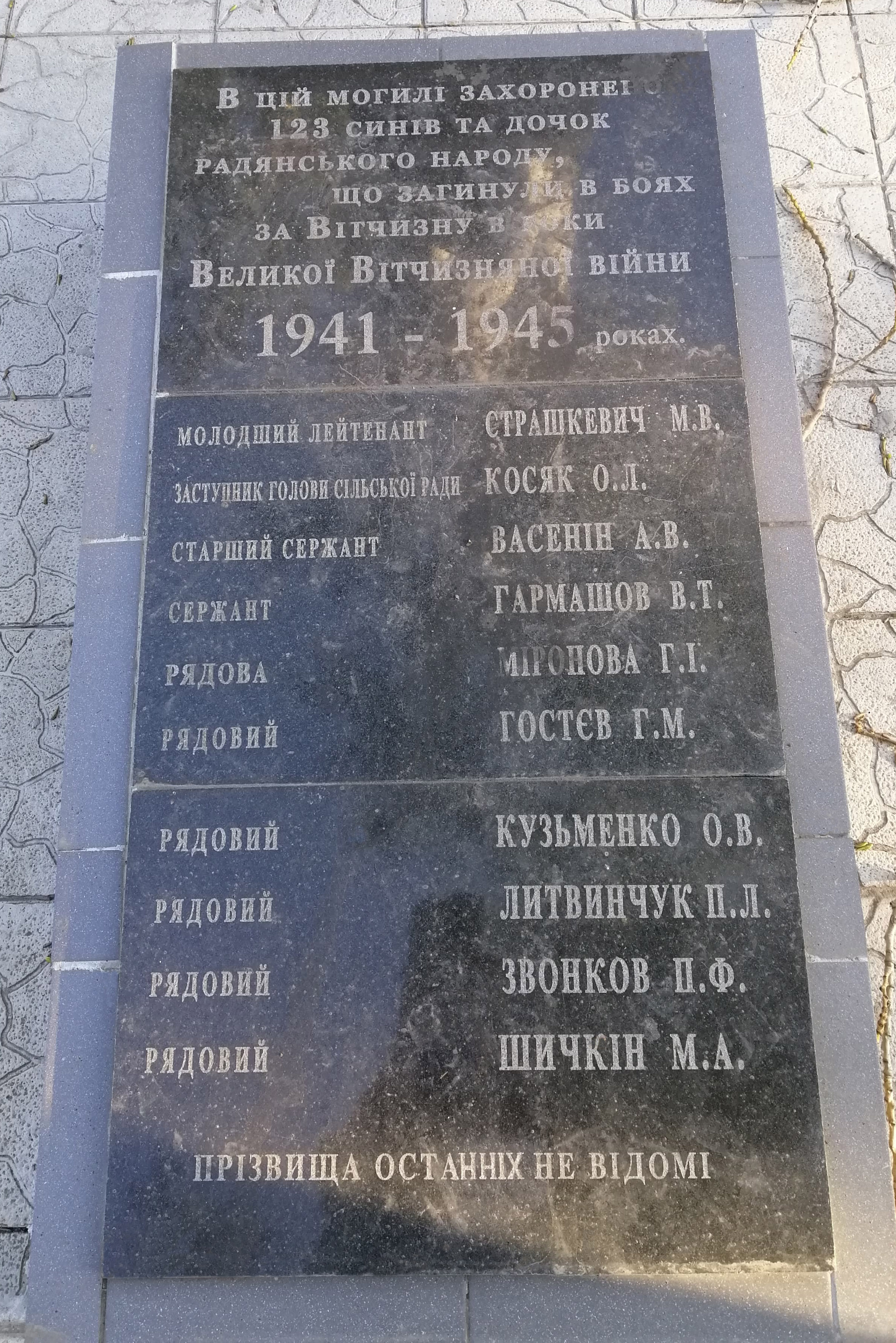
Братська могила радянських воїнів, які загинули при визволенні с. Булахівка 20 вересня 1943 р.
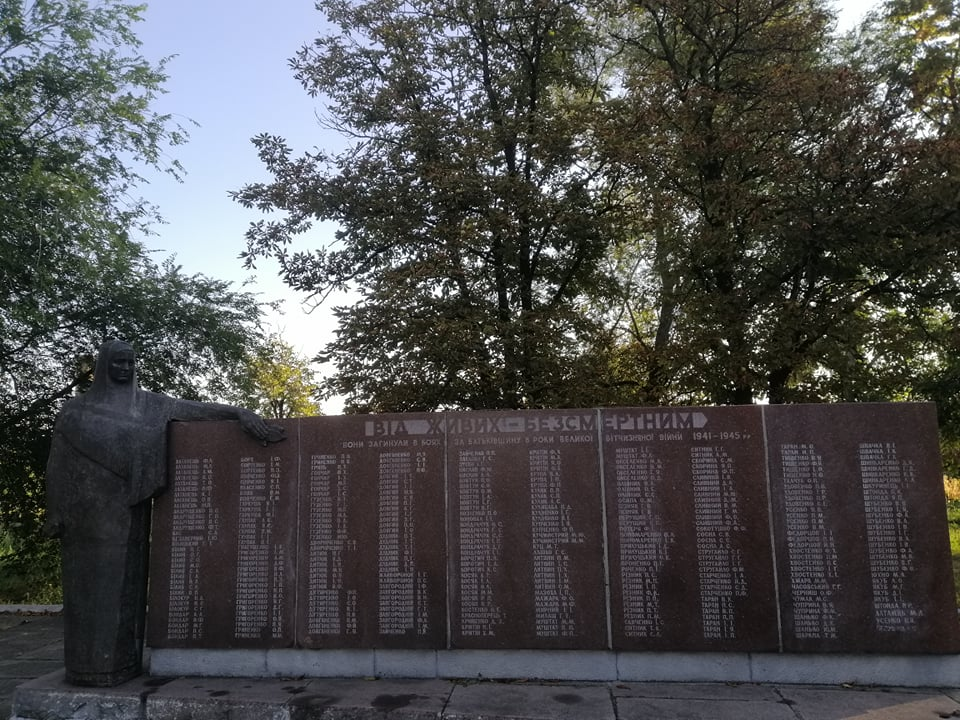
Меморіал "Скорботна матір"

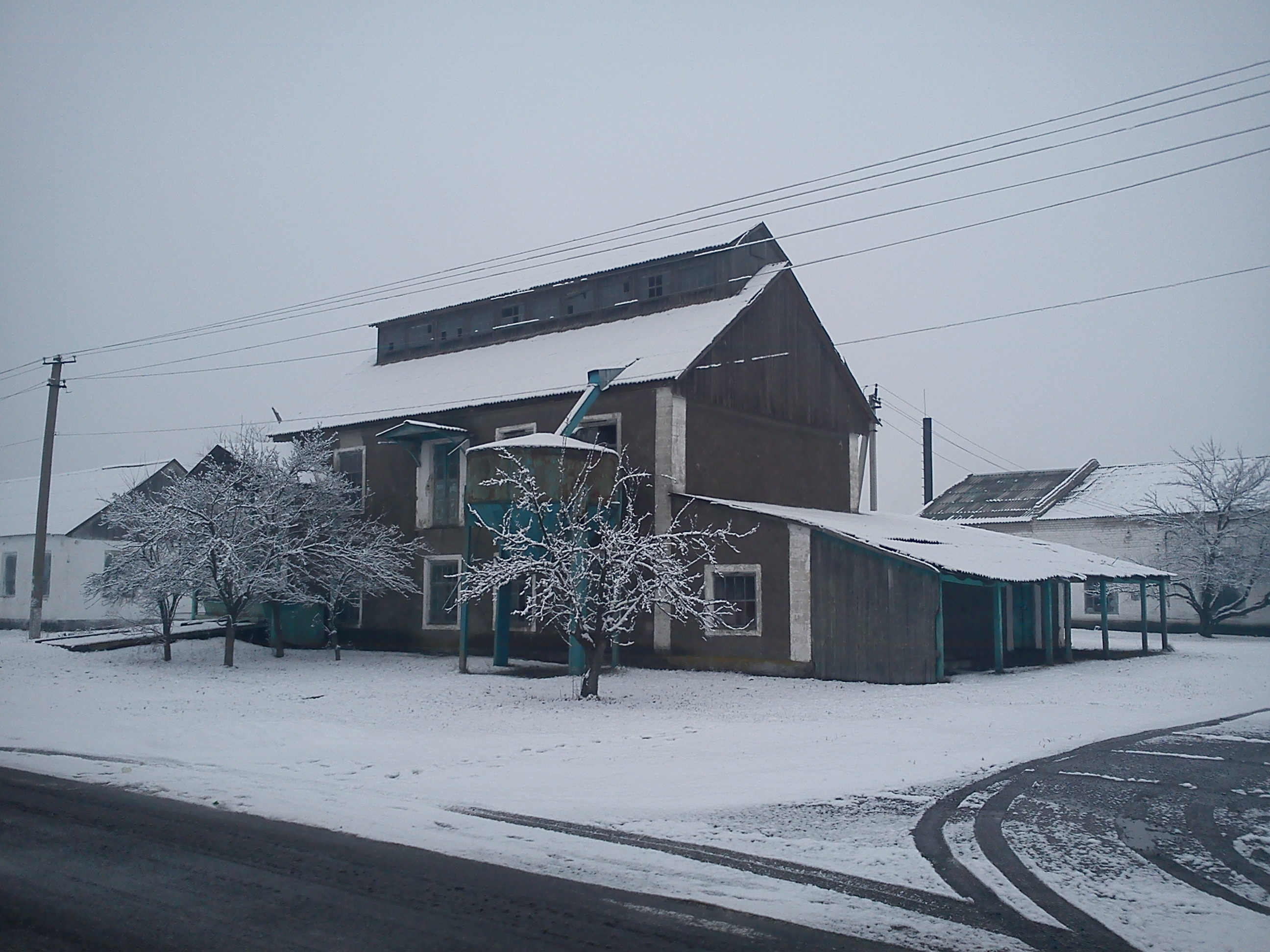
Млин

### Повоєнні часи
В серпні 1950 року три колгоспи буди об'єднані в один, який було названо «Україна». В 60-ті роки в Булахівці було побудовано Палац культури, школу і магазини. В 1966 році в селі діяла водна станція.

## Населення
Згідно з переписом УРСР 1989 року чисельність наявного населення села становила 2376 осіб, з яких 1085 чоловіків та 1291 жінка.
За переписом населення України 2001 року в селі мешкало 2140 осіб.

### Мова
Розподіл населення за рідною мовою за даними перепису 2001 року:

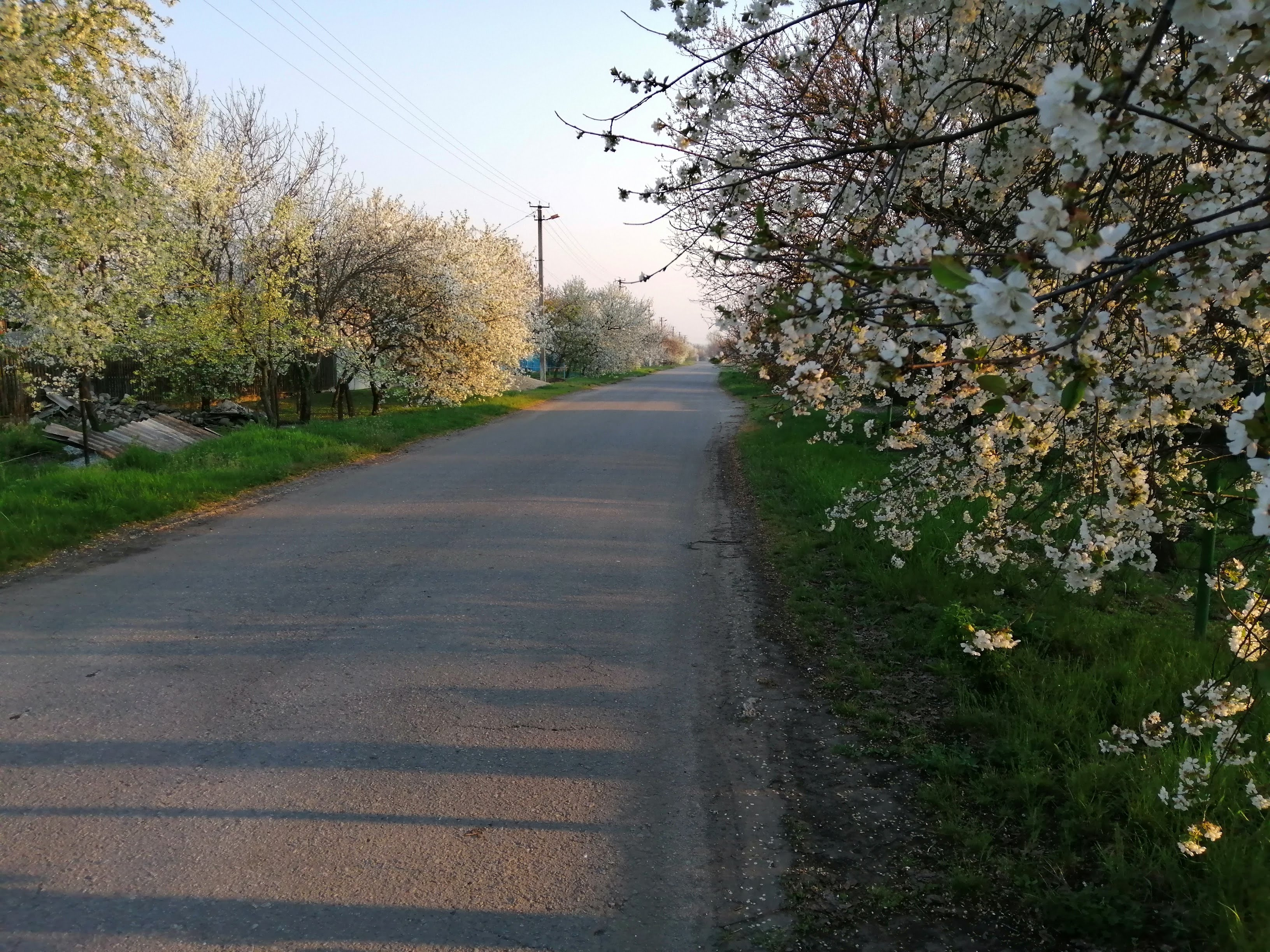
Весняне цвітіння вишень по вулиці Осипенка

| Мова       | Відсоток |
| ---------- | -------- |
| українська | 94,22 %  |
| російська  | 5,17 %   |
| вірменська | 0,23 %   |
| білоруська | 0,19 %   |
| молдовська | 0,05 %   |

## Економіка
- «Україна», ПП.
- «Ісіда», ТОВ.
- «Авангард», ТОВ.

## Об'єкти соціальної сфери

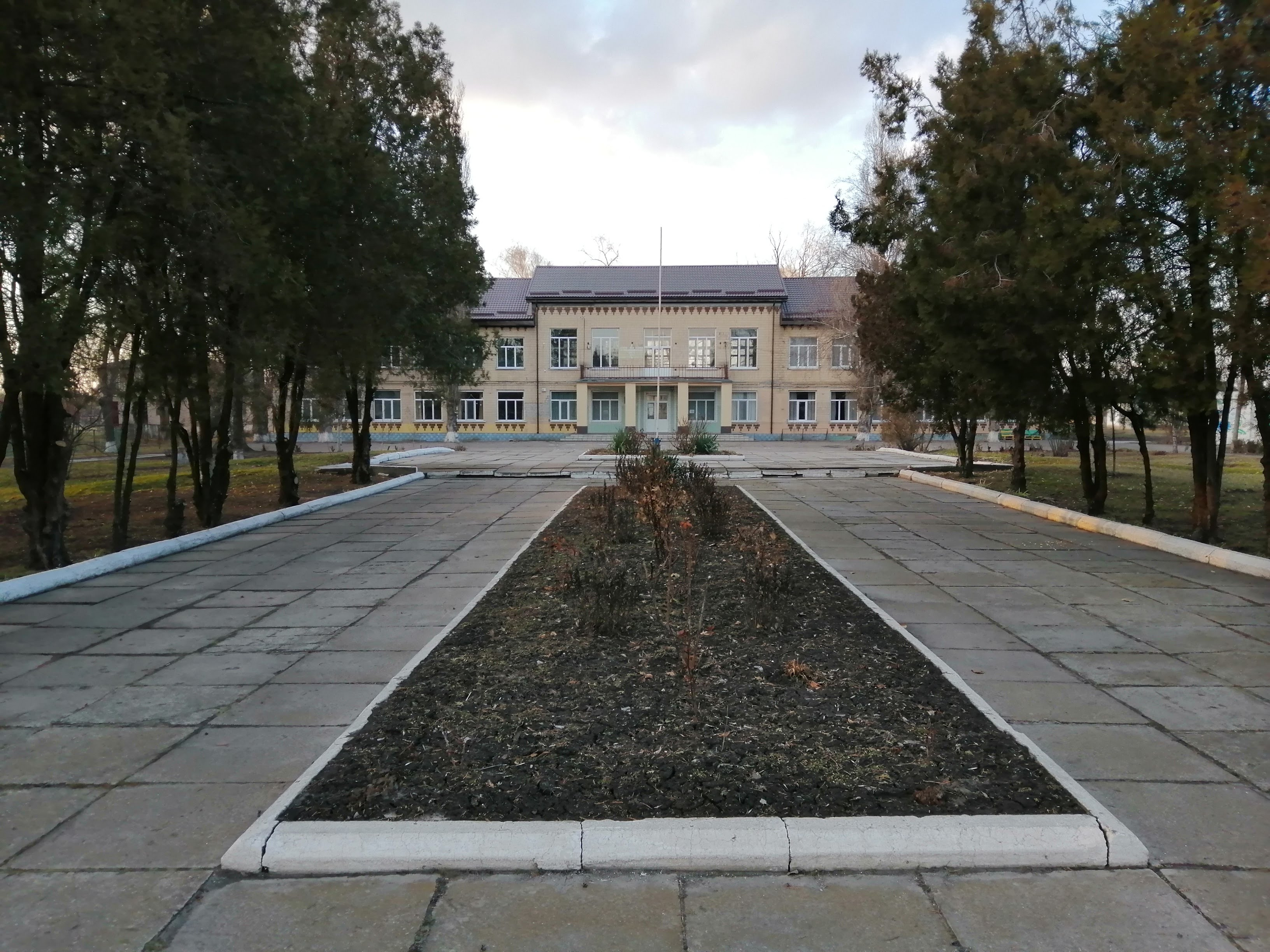
Булахівська ЗОШ І-ІІІ ст.

- Школа.Булахівська ЗОШ І-ІІІ ст.Будинок культури

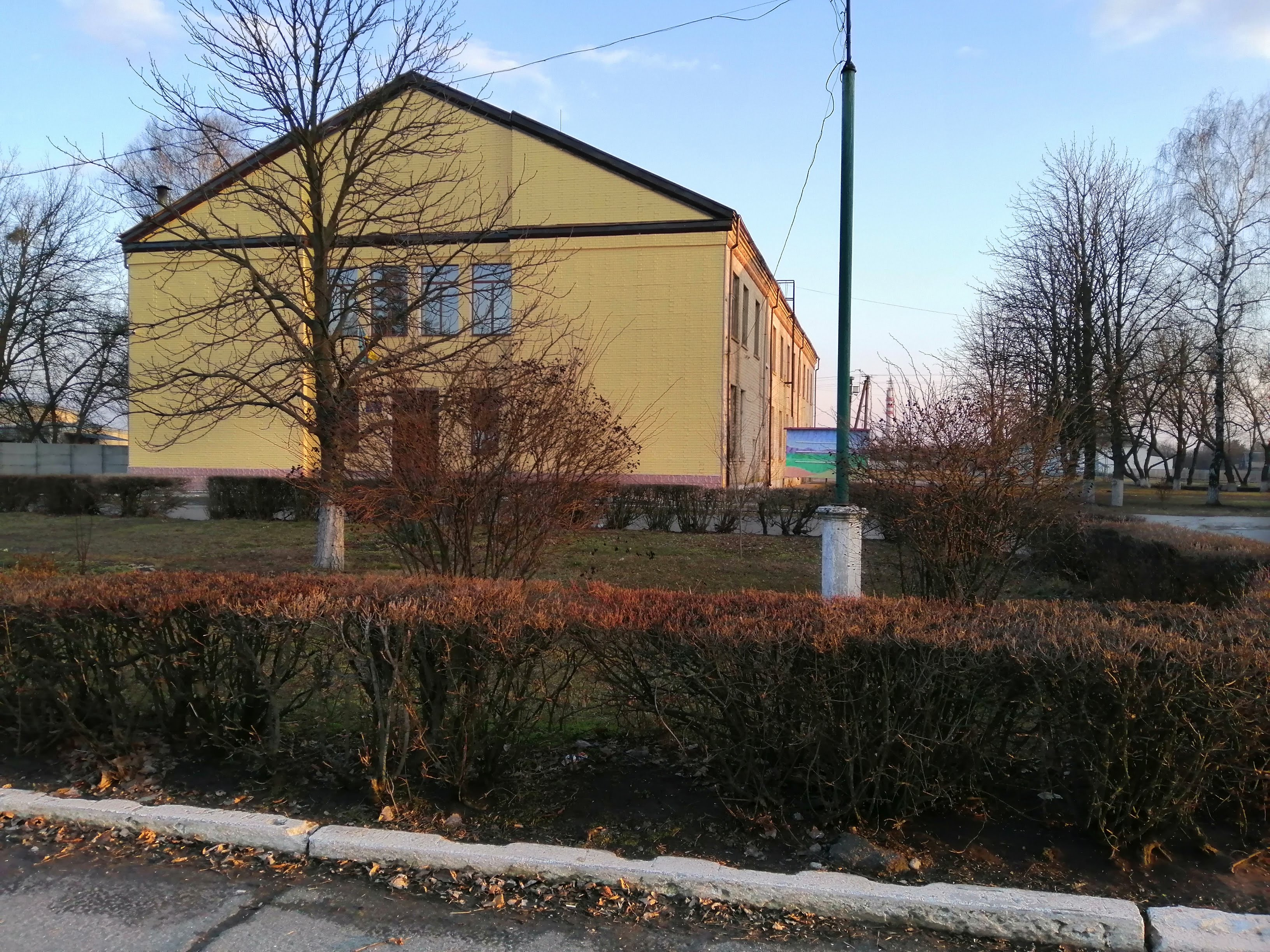
Будинок культури

- Амбулаторія.
- Історико-краєзнавчий музей.

## Козацька криниця
На околиці села знаходиться відома з давніх давен гідрологічна та історична пам'ятка природи «Козацька криниця». Колись, поблизу неї проходив Чумацький шлях. Подорожні втамували спрагу і відпочивали, а потім рушали Самарською паланкою до Чорного моря. Люди вірили, що вода в криниці цілюща, бо зникала втома та додавалося сили.

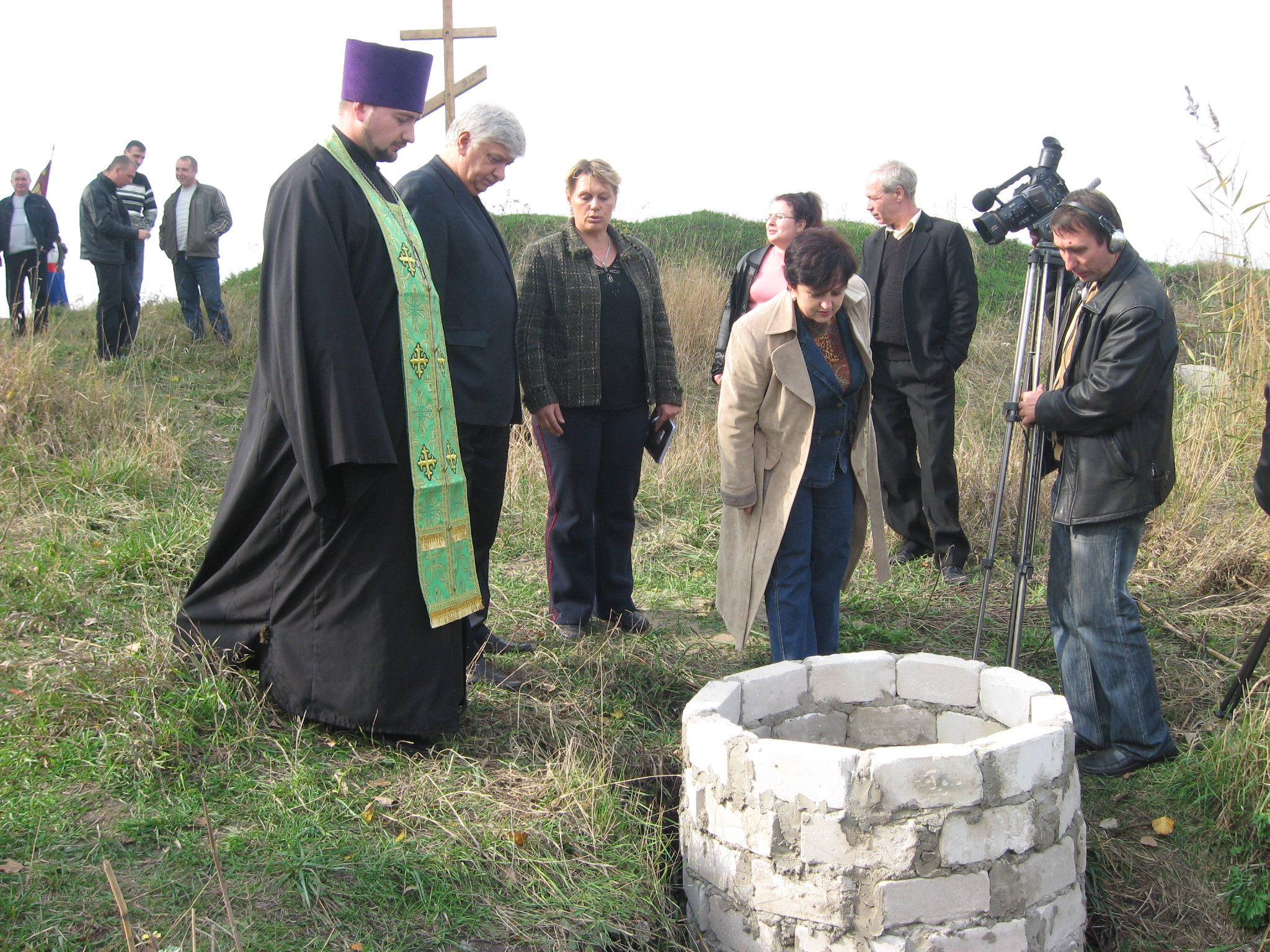
Козацька криниця

Серед місцевих жителів ходить легенда, що сам Богдан Хмельницький зупинявся біля цієї криниці, у корчмі, разом із полковником Самарської паланки Пшеничним та писарем Єршовим. Вже за наших часів жителі сіл Булахівка та Межиріч приїздили до криниці відпочити та набрати цілющої та смачної води. Розповідають про випадки зцілення людей із захворювання травної системи.
Навесні 2008 року учні Булахівської ЗСШ під час екологічної експедиції по вивченню ранньоквітучих рослин побачили, у якому стані сьогодні перебуває криниця й вирішили її відродити. Метою проекту стало відродження історико — культурної та гідрологічної пам'ятки природи «Козацька криниця», розвиток «зеленого туризму», залучення до практичної роботи обдарованих дітей та дітей з девіантною поведінкою, підвищення рівня духовної культури та екологічної свідомості членів місцевої громади.
16 жовтня 2008 року урочисто завершився І етап проекту «Друге життя козацької криниці».

## Природоохоронні території
Поблизу села розташований орнітологічний заказник загальнодержавного значення Булахівський Лиман та ландшафтний заказник місцевого значення Урочище Могила Баба.